# ヴァイノ・レイナルト

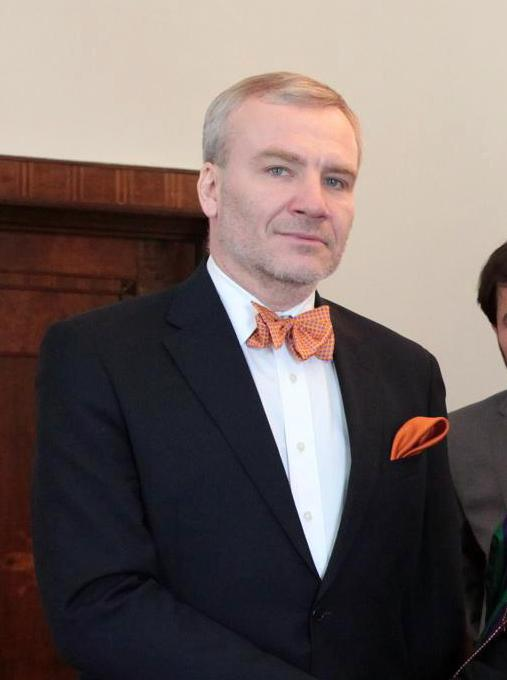
ヴァイノ・レイナルト大使（2012年）

ヴァイノ・レイナルト（エストニア語: Väino Reinart、1962年12月28日 - ）は、エストニアの外交官。エストニア・ソビエト社会主義共和国（当時）のクレサーレ出身。

## 経歴
1992年に外務省へ入省して以来、一貫して外交畑を歩んでいる。1995年から1999年にかけて、ウィーン駐在の欧州安全保障協力機構（OSCE）エストニア政府代表部常駐代表。2007年から2011年にかけて、ワシントンD.C.駐在の在アメリカ合衆国大使兼在メキシコ大使兼在カナダ大使。
2018年から2023年にかけて、駐日大使を務めていた。
2019年10月22日、皇居正殿松の間で今上天皇の即位礼正殿の儀が執り行われ、ケルスティ・カリユライド大統領と共に参列した。
2020年8月6日、原爆投下から75年目を迎える広島で開催された平和記念式典に参列し、原爆死没者への哀悼と平和への祈りを捧げた。